# Masters de tennis masculin 1988
Le Masters Grand Prix 1988 est la 19e édition du Masters de tennis masculin, qui réunit les huit meilleurs joueurs disponibles en fin de saison ATP en simple. Les huit meilleures équipes de double sont également réunies pour la 15e fois.

## Faits marquants
La finale très disputée entre Boris Becker et Ivan Lendl est la première finale de Masters à se décider dans le tie break du 5e et dernier set. Les joueurs arrivent à 5-5 dans le tie break final et sont alors tous les deux à 2 points du match. Becker remporte le point suivant pour s'offrir sur son service la première balle de match de la rencontre. Au 37e coup de raquette, la balle de Becker est déviée par la bande du filet et tombe du côté de Lendl, ce qui offre à Becker un premier titre au Masters.

## Simple

### Participants
| Rang mondial | Rang Masters | Joueur        |
| ------------ | ------------ | ------------- |
| 1            | 1            | Mats Wilander |
| 2            | 2            | Ivan Lendl    |
| 3            | 3            | Andre Agassi  |
| 4            | 4            | Boris Becker  |
| 5            | 5            | Stefan Edberg |
| 6            |              | Kent Carlsson |
| 7            |              | Jimmy Connors |
| 8            | 6            | Jakob Hlasek  |
| 9            | 7            | Henri Leconte |
| 10           | 8            | Tim Mayotte   |

### Phase de groupes

#### Groupe Rod Laver
Résultats
| Vainqueur     | Vaincu        | Score         |
| Boris Becker  | Henri Leconte | 6-0, 1-0 ab.  |
| Stefan Edberg | Mats Wilander | 6-2, 6-2      |
| Henri Leconte | Stefan Edberg | 6-4, 6-2      |
| Boris Becker  | Mats Wilander | 7-6, 6-7, 6-1 |
| Mats Wilander | Henri Leconte | 6-2, 6-4      |
| Stefan Edberg | Boris Becker  | 7-6, 3-6, 6-4 |

Classement
| #  | Rang | Joueur        | Matches G - P | Sets G - P | Jeux G - P |
| -- | ---- | ------------- | ------------- | ---------- | ---------- |
| 1. | 5    | Stefan Edberg | 2 - 1         | 4 - 3      | 34 - 32    |
| 2. | 4    | Boris Becker  | 2 - 1         | 5 - 3      | 42 - 30    |
| 3. | 1    | Mats Wilander | 1 - 2         | 3 - 4      | 30 - 37    |
| 4. | 9    | Henri Leconte | 1 - 2         | 2 - 4      | 18 - 25    |

#### Groupe Fred Perry
Résultats
| Vainqueur    | Vaincu       | Score         |
| Andre Agassi | Tim Mayotte  | 6-2, 6-4      |
| Jakob Hlasek | Ivan Lendl   | 4-6, 6-3, 7-5 |
| Jakob Hlasek | Tim Mayotte  | 7-5, 6-3      |
| Ivan Lendl   | Andre Agassi | 1-6, 7-6, 6-3 |
| Jakob Hlasek | Andre Agassi | 6-3, 6-2      |
| Ivan Lendl   | Tim Mayotte  | 6-2, 3-6, 6-3 |

Classement
| #  | Rang | Joueur       | Matches G - P | Sets G - P | Jeux G - P |
| -- | ---- | ------------ | ------------- | ---------- | ---------- |
| 1. | 8    | Jakob Hlasek | 3 - 0         | 6 - 1      | 42 - 27    |
| 2. | 2    | Ivan Lendl   | 2 - 1         | 5 - 4      | 43 - 43    |
| 3. | 3    | Andre Agassi | 1 - 2         | 3 - 4      | 32 - 32    |
| 4. | 10   | Tim Mayotte  | 0 - 3         | 1 - 6      | 25 - 40    |

### Phase finale
|  |               |            |              |            |            |     |   |        |        |        |        |        |        |        |
|  | 1/2 finale    | 1/2 finale | 1/2 finale   | 1/2 finale | 1/2 finale |     |   | Finale | Finale | Finale | Finale | Finale | Finale | Finale |
|  |               |            |              |            |            |     |   |        |        |        |        |        |        |        |
|  |               |            |              |            |            |     |   |        |        |        |        |        |        |        |
|  | Jakob Hlasek  | (6)        | 6            | 6          |            |     |   |        |        |        |        |        |        |        |
|  | Jakob Hlasek  | (6)        | 6            | 6          |            |     |   |        |        |        |        |        |        |        |
|  | Boris Becker  | (4)        | 7            | 7          |            |     |   |        |        |        |        |        |        |        |
|  | Boris Becker  | (4)        | 7            | 7          | Ivan Lendl | (2) | 7 | 6      | 6      | 2      | 6      |        |        |        |
|  |               |            |              |            |            | (2) | 7 | 6      | 6      | 2      | 6      |        |        |        |
|  |               |            | Boris Becker | (4)        | 5          | 7   | 3 | 6      | 7      |        |        |        |        |        |
|  | Ivan Lendl    | (2)        | Boris Becker | (4)        | 5          | 7   | 3 | 6      | 7      | 6      | 7      |        |        |        |
|  | Ivan Lendl    | (2)        |              |            |            |     |   |        |        | 6      | 7      |        |        |        |
|  | Stefan Edberg | (5)        | 3            | 6          |            |     |   |        |        |        |        |        |        |        |
|  | Stefan Edberg | (5)        | 3            | 6          |            |     |   |        |        |        |        |        |        |        |

## Double

### Participants
| Tête de série | Équipe                        | Résultat (V, D)      |
| ------------- | ----------------------------- | -------------------- |
| 1             | Ken Flach Robert Seguso       | 5e (2V, 2D)          |
| 2             | John Fitzgerald Anders Järryd | Demi-finale (3V, 1D) |
| 3             | Rick Leach Jim Pugh           | Victoire (4V, 1D)    |
| 4             | Sergio Casal Emilio Sánchez   | Finale (3V, 2D)      |
| 5             | Jorge Lozano Todd Witsken     | Demi-finale (2V, 2D) |
| 6             | Pieter Aldrich Danie Visser   | 6e (1V, 3D)          |
| 7             | Marty Davis Brad Drewett      | 8e (0V, 4D)          |
| 8             | Kelly Evernden Johan Kriek    | 7e (2V, 2D)          |

L'équipe David Pate/Kevin Curren déclare forfait en raison d'une blessure de Pate. Elle est remplacée par l'équipe Kelly Evernden/Johan Kriek.

### Phase de groupes

#### Groupe Rouge
| - Ken Flach Robert Seguso (1) | - Sergio Casal Emilio Sánchez (4) | - Jorge Lozano Todd Witsken (5) | - Kelly Evernden Johan Kriek (8) |

#### Groupe Bleu
| - John Fitzgerald Anders Järryd (2) | - Rick Leach Jim Pugh (3) | - Pieter Aldrich Danie Visser (6) | - Marty Davis Brad Drewett (7) |

### Phase finale
|  |                               |                     |                             |            |            |            |            |   |   |        |        |        |        |        |        |        |
|  | 1/2 finale                    | 1/2 finale          | 1/2 finale                  | 1/2 finale | 1/2 finale | 1/2 finale | 1/2 finale |   |   | Finale | Finale | Finale | Finale | Finale | Finale | Finale |
|  |                               |                     |                             |            |            |            |            |   |   |        |        |        |        |        |        |        |
|  |                               |                     |                             |            |            |            |            |   |   |        |        |        |        |        |        |        |
|  | Rick Leach Jim Pugh           |                     | 7                           | 6          | 6          |            |            |   |   |        |        |        |        |        |        |        |
|  | Rick Leach Jim Pugh           |                     |                             |            |            |            |            |   |   |        |        |        |        |        |        |        |
|  | Jorge Lozano Todd Witsken     |                     | 6                           | 1          | 2          |            |            |   |   |        |        |        |        |        |        |        |
|  | Jorge Lozano Todd Witsken     | Rick Leach Jim Pugh | 6                           | 1          | 2          |            | 6          | 6 | 2 | 6      |        |        |        |        |        |        |
|  |                               |                     |                             |            |            |            |            | 6 | 2 | 6      |        |        |        |        |        |        |
|  |                               |                     | Sergio Casal Emilio Sánchez |            | 4          | 3          | 6          | 0 |   |        |        |        |        |        |        |        |
|  | John Fitzgerald Anders Järryd |                     | Sergio Casal Emilio Sánchez | 5          | 4          | 3          | 6          | 0 | 0 | 2      |        |        |        |        |        |        |
|  | John Fitzgerald Anders Järryd |                     |                             | 5          |            |            |            |   | 0 | 2      |        |        |        |        |        |        |
|  | Sergio Casal Emilio Sánchez   |                     | 7                           | 6          | 6          |            |            |   |   |        |        |        |        |        |        |        |
|  | Sergio Casal Emilio Sánchez   |                     | 7                           | 6          | 6          |            |            |   |   |        |        |        |        |        |        |        |